# Анрі Валлон (психолог)
Анрі Валлон (фр. Henri Wallon,    * 15 травня 1879 — † 2 грудня 1962 у Парижі) — французький філософ, психолог, нейропсихіатр, педагог та політичний діяч. Засновник паризької школи генетичної психології.  Професор та викладач відомих наукових закладів:  Коллеж де Франс, Практичної школи вищих знань, Національного інституту професійної орієнтації Паризького університету.  
Редактор 8-го тому Французької енциклопедії, присвяченого психічному життю. Президент Французької психологічної асоціації та Французької асоціації «нового виховання», президент комісії з реформування освіти у Франції (план Ланжевена-Валлона), президент Міжнародної федерації профспілок працівників просвіти.

## Професійна кар’єра
Можна сказати, що Валлон мав 2 паралельні кар’єри. Будучи переконаним марксистом, він займався політичною діяльністю, і, в  той же час, активно працював у галузі науки, займаючись психологією розвитку. Член Французької комуністичної партії з 1942 року, учасник Руху Опору.

### Політична діяльність
- 1931 Анрі Валлон приєднався до соціалістичної партії  SFIO  (фр. Section Française de l'Internationale Ouvrière)
- 1942 став членом Французької комуністичної партії (фр. Parti communiste français).
- 1944 був обраним Секретарем Міністерства освіти Франції (фр. Ministère de l’Éducation nationale, de la Jeunesse et de la Vie associative).
- 1945-1946 обраний депутатом від Комуністичної партії та очолив комісію з реформування освіти Франції, що стала відомою як «план Ланжевена-Валлона».

### Наукова діяльність
Найбільшого визнання отримав за дослідження, присвячені психології дитини. 
Свою освіту почав 1899 року у Вищій нормальній школі (фр. École Normale Supérieure), де у 1902 році здав престижний екзамен на звання вчителя та професора філософії (Agrégation de philosophie).
1902 – 1903  Професор у Lycée de Bar-le-Duc
1908 року отримав звання Доктора медицини за дослідження в області манії переслідування.
З 1908 по 1931 працював асистентом у Госпіталі Bicêtre, а пізніше в Pitié-Salpêtrière під керівництвом Жана Нажіотт (фр. Jean Nageotte)  із розумово відсталими дітьми
1920 року став молодшим викладачем у Сорбонні
1922 Створив психо-біологічну лабораторію  по дослідженню дитини у Булонь-Біянкур
1925 року отримав звання Доктора філософії
1925  став директором l’Ecole pratique des hautes études
1927 створив лабораторію педіатричної психобіологі (фр. laboratoire de psycho-biologie de l'enfant) при Національному центрі наукових досліджень, де під його керівництво працював Поль Дьєль
1927 був обраний Президентом Французької асоціації психологів
1929 почав викладати в Національному інституту професійної орієнтації
1937 - 1949  був обраний почесним професором Коллеж де Франс. Під час Другої світової війни Валлон був мобілізований до армії як медик та почав цікавитись неврологією.
1948 уже будучи директором Інституту психології при Паризькому університеті заснував журнал «Enfance» разом із Hélène Gratiot-Alphandéry
1952 отримав звання професора у Кракові.

## Теорія Валлона
Дослідження психічної діяльності дитини  Анрі Валлоном ґрунтувалося на тому, що розвиток дитячої психології є певними послідовними стадіями. Деякі з цих стадій характеризуються домінуванням афективного над раціональним, тоді як інші виявляють первісність інтелекту над емоціями. Саме в цьому розриві та конкуруванні раціонального та емоційного розвивається особистість дитини. Таким чином, Валлон представляє дуалістичний напрямок: його модель, на відміну від теорії Жана Піаже, допускає регресивний розвиток.
Основні стадії:
- Імпульсивний та емоційний етапи (від 0 до 1 року). Домінують інфантильне життя, інтровертовані почуття, афективні фактори надходять із навколишнього світу. Дрібна моторика слабко розвинена, жестикулювання дезорієнтоване. Підтримка від найближчого оточення дозволяє дитині пройти від дезорієнтованості у жестах до диференційних емоцій.
- Сенсомоторна та проективна стадія (1-3 роки). Головним чинником розвитку є стимули із зовнішнього світу. Інтеріорізація цього впливу підтримує два типи інтелекту: один практичний (в результаті досвіду поводження із власним тілом та маніпуляцій із предметами), інший дискурсивний (через імітацію та засвоєння мови).
- Стадія персоналізму (з 3-х до 6 років) характеризується домінуванням емоцій над раціональним. Близько трьох років дитина, як правило, протиставить себе дорослому, в цьому проявляється криза заперечення. Але ці настрої скоро змінюються періодом моторної та соціальної імітації. В цьому проявляється амбівалентність ставлення дитини до моделі, що являє собою дорослий.
- Категоріальний етап (від 6 до 11 років). Знову відбувається зміна внутрішніх домінуючих імпульсів і знову ведучим стає інтелектуальне начало. Впродовж навчання у школі дитина осягає потенціал довільної пам'яті та уваги. Його розум досягає такого рівня розвитку, коли можливо оперування ментальними категоріями, тобто, формується абстрактне мислення.
- Підлітковий етап починається приблизно із 11 років і характеризується домінуванням афективної сфери.

Розробляючи теорію розвитку дитини, намагався відійти від концепцій, що абсолютизували біологічні або психічні фактори.

## Основні роботи
- Délire de persécution. Le délire chronique à base d’interprétation, Paris, Baillières, 1909
- L’enfant turbulent : étude sur les retards et les anomalies du développement moteur et mental, Paris, Alcan, 1925
- Stades et troubles du développement psychomoteur et mental chez l’enfant, thèse de doctorat, 1925
- Psychologie pathologique, Paris, Alcan, 1926
- Principes de psychologie appliquée, 1930
- Les origines du caractère chez l’enfant : les préludes du sentiment de personnalité, Paris, Boivin, 1934
- L’évolution psychologique de l’enfant, 1941
- De l’acte à la pensée. Essai de psychologie comparée, 1942
- Les origines de la pensée chez l’enfant,

## Статті
- Rapports de l’hystérie et de l’épilepsie chez deux enfants, Encéphale, août 1908
- Accès d’excitation et de délire accompagné de vertiges chez un imbécile, Encéphale, nov. 1909
- Des crispations du cerveau d’un enfant aphasique, collab. Rolland, Encéphale, mars 1910
- Psychose circulaire ayant débuté à 12 ans chez une fillette intellectuellement débile, Encéphale, mars 1910
- Stéréotypies ; inertie systématique ; perte des notions de temps consécutives à une crise d’alcoolisme aigu, Encéphale, janv. 1914
- La conscience et la vie subconsciente, Journal de psychologie normale et pathologique, fév. 1920
- Le problème biologique de la conscience, revue Philosophique, 1921
- La «science des rêves» de S. Freud, Journal de psychologie normale et pathologique, oct. 1927
- La mentalité primitive et celle de l’enfant, revue Philosophique, Juil.* août 1928
- La maladresse, Journal de psychologie normale et pathologique, janv. 1928
- Sélection et orientation professionnelle, Journal de psychologie normale et pathologique, nov.* déc. 1929
- La Psychologie appliquée, Revue Philosophique, janv. 1930
- De l’image au réel dans la pensée de l’enfant, Revue Philosophique, mai* juin 1930
- Comment se développe chez l’enfant la notion de corps propre, Journal de psychologie normale et pathologique, 1931
- La loi en psychologie, Science et Loi, Paris, Alcan, 1934
- Une variété d’enfants anormaux : les instables, Annales de l’Enfance, nov. 1926
- Psychotechnique et médecine, Le médecin français, 1944

## Цікавинки
- У дитинстві товаришував із Анрі Пьєроном
- Онук Анрі-Александра Валлона, видатного політичного діяча, що був названим «батьком Республіки» за свій внесок у створення Третьої Республіки.